# Ємін-Моше
31°46′19″ пн. ш. 35°13′29″ сх. д. / 31.772° пн. ш. 35.2246° сх. д.
Ємі́н-Моше́ (івр. יְמִין מֹשֶׁה, Десниця Моше) — історичний район в Єрусалимі, Ізраїль, з видом на Старе місто.

## Історія

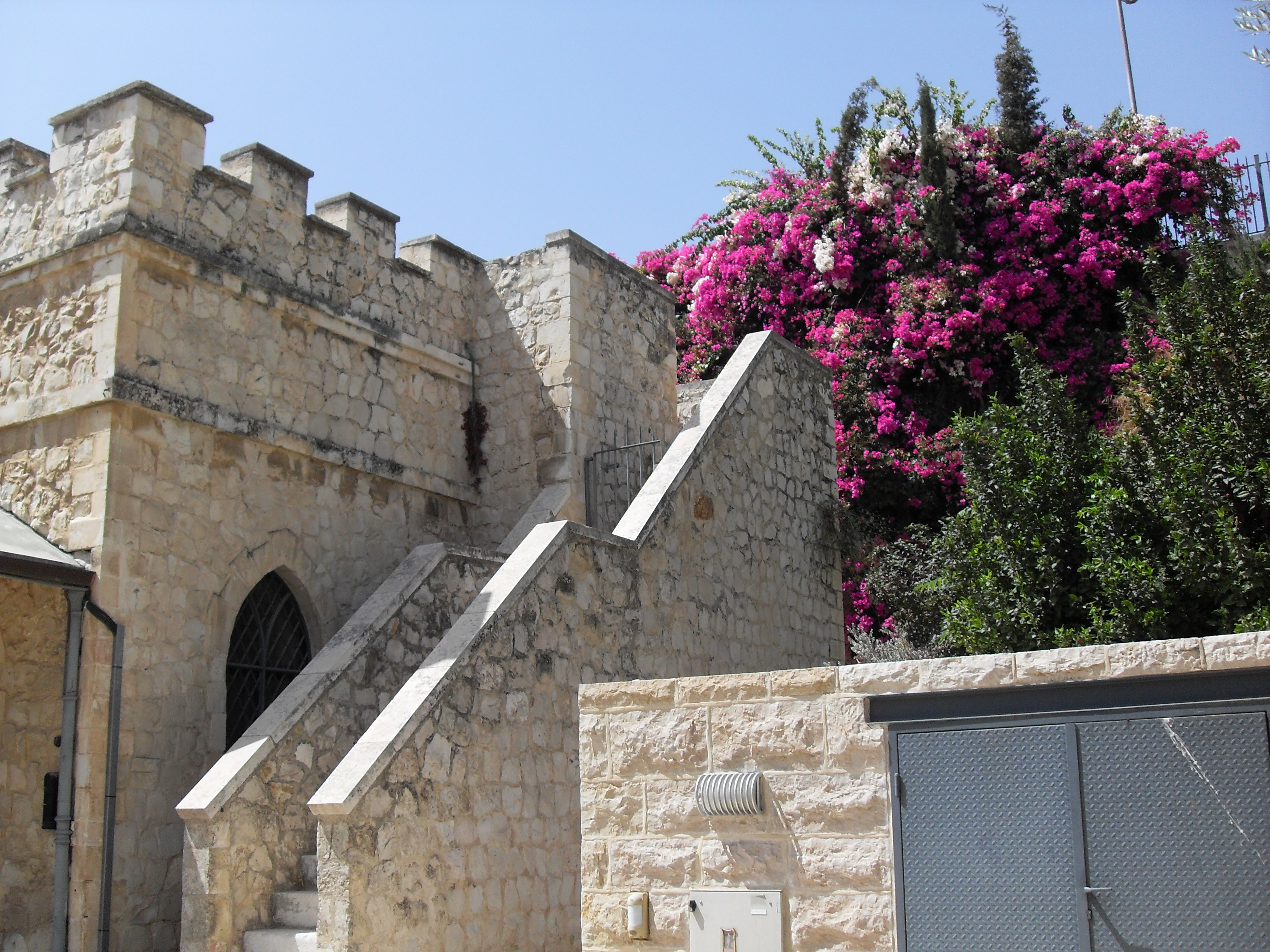
Бугенвілія у Мішкенот Ша'ананім

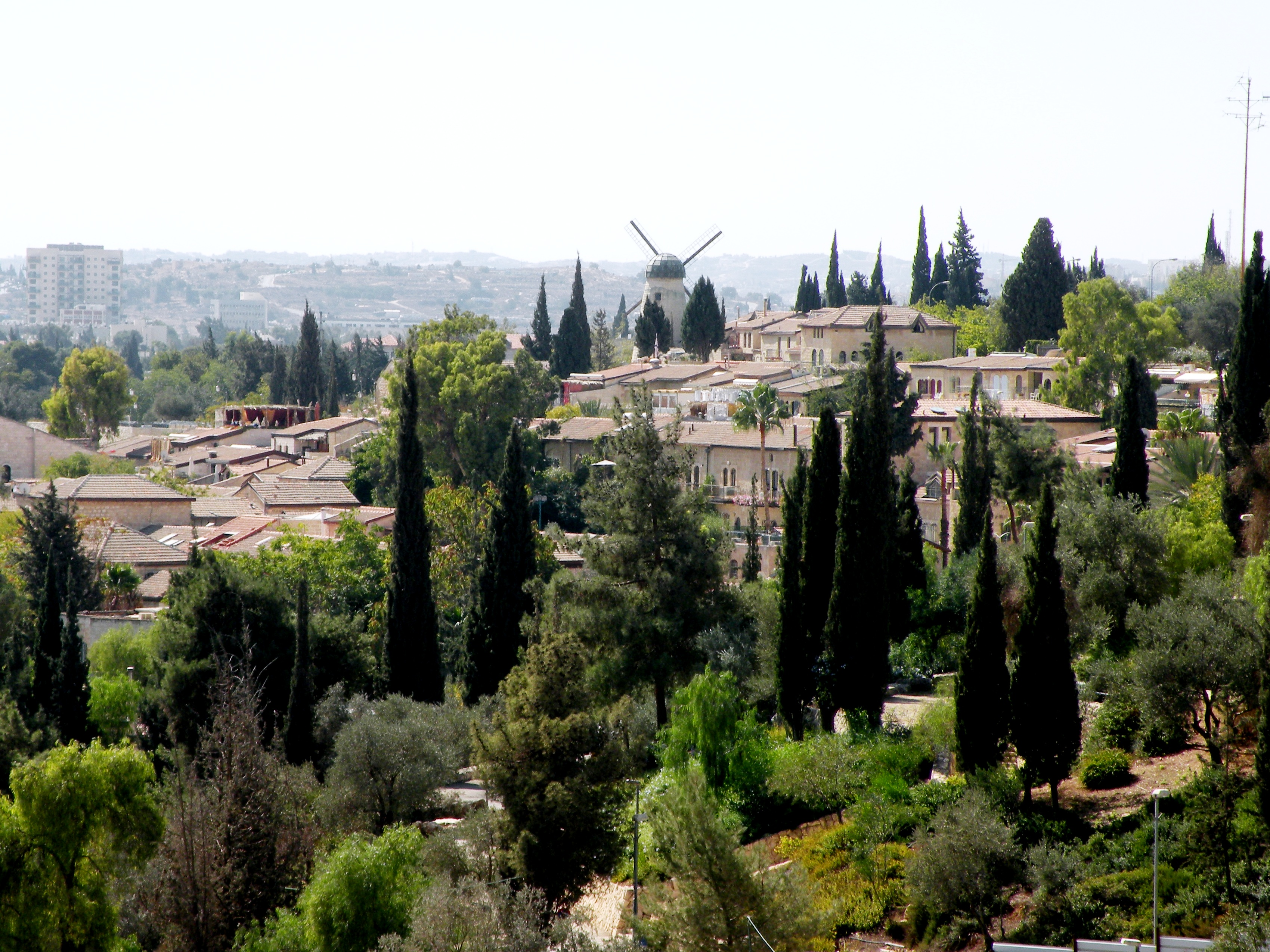
Вид на район Ємін-Моше

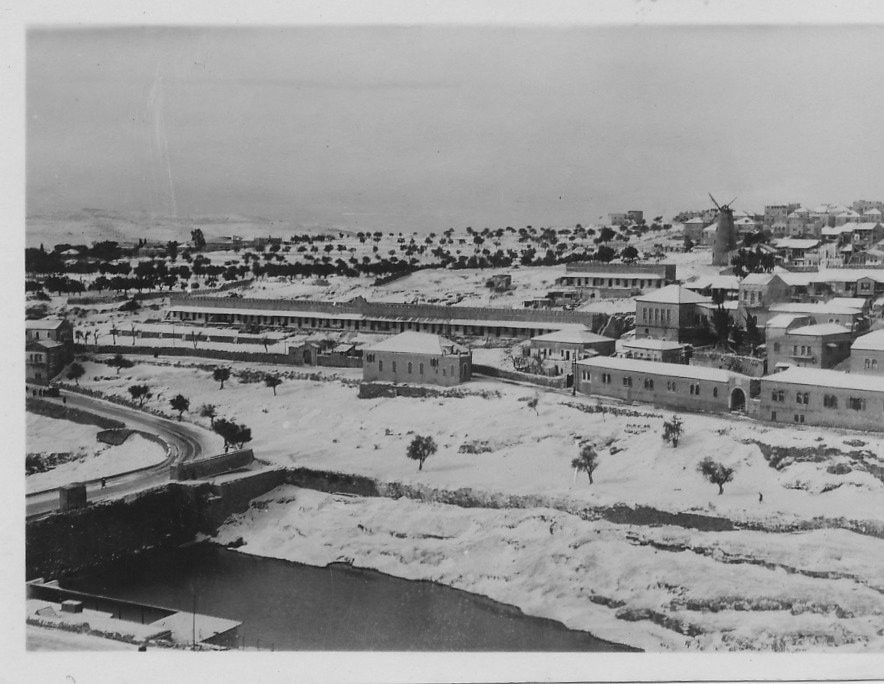
Район Ємін Моше в снігу (1920-ті роки)

Район Ємін Моше засновано у 1892—1894 роках Фондом добробуту Монтефіоре. Розташований за межами Старого міста Єрусалима, район планувався як можливе вирішення проблем переповненості та антисанітарії всередині Старого міста. Фонд продовжував роботу британського єврейського банкіра Моше Монтефіоре, і новий проєкт мав відзначити сьомий рік по смерті філантропа. Назва вшановує ім'я Монтефіоре та вірш із Книги пророка Ісаї: 
«Тоді то народ Його згадає дні да́вні, Мойсея: Де Той, що їх вивів із моря із па́стирем отари Своєї? Де Той, що в нього поклав Свого Духа Святого? / Що Він по прави́ці Мойсея прова́див раме́но вели́ччя Свого́, що Він перед ними розді́лював во́ду, щоб зроби́ти Собі вічне Ім'я́?» (Іс. 63:11-12).
Монтефіоре купив землю в 1855 році на гроші з маєтку Джудо (Єгуда) Туро, і вона стала відома як Керем-Моше-ве-Єгудіт, виноградник Мойсея та Єгудіт, на честь Монтефіоре та його дружини.

### Вітряк
1857 року Монтефіоре побудував вітряк, який назавжди змінив краєвиди Єрусалиму. Сам вітряк запрацював у 1860 році. Ідея полягала в тому, щоб відучити мешканців покладатися на халукку, або благодійність. Монтефіоре вважав, що млин може забезпечити джерело до існування, але той пропрацював лише приблизно 19 років.

### Мішкенот Ша'ананім
Перший житловий проєкт, Мішкенот-Шаананім, складався з двох рядів будівель. Перші будинки добудували до 1860 року і містили вони 28 однокімнатних квартир. У комплексі також була цистерна із залізною помпою, привезена з Англії, міква та комунальна піч. Мало хто був готовий жити там у той час через розташування будівель поза міськими стінами, у зоні, відкритій для бедуїнських мародерів. Тому лише бідняки скористалися пропозицією, незважаючи на гігієнічніші та відносно просторі квартири, а Фонд навіть вдався до того, щоб заплатити людям, щоб переконати їх жити там. Навколо будинків збудували стіну, а вхідні ворота на ніч замикали. Другий ряд будинків Мішкенот Ша'ананім звели 1866 року, коли в Старому місті була епідемія холери. Раніше частина людей мешкала в новому районі протягом дня, але на ніч переходили до Старого міста, оскільки хвороба виявилася більшою загрозою, ніж нічні грабіжники, вони повністю переїхали.

### Ємін-Моше
Район Ємін-Моше збудували в 1892—1894 роках на решті земель навколо Мішкенот-Шаананім. Джозеф Себаг Монтефіоре (Joseph Sebag Montefiore), племінник Мозеса Монтефіоре, підписав угоди, які дозволяли реалізувати проєкт будівництва на землі Керем-Моше-ве-Єгудіт.

### Інші об'єкти та проєкти
Окрім вітряка, Монтефіоре побудував друкарню та текстильну фабрику, а також допоміг фінансувати декілька сільськогосподарських колоній. Він також намагався придбати орні землі для єврейського обробітку, але йому завадили османські обмеження на продаж землі немусульманам. 
Історична будівля, тепер названа Будинок конфедерації на честь Всесвітньої конфедерації об'єднаних сіоністів (див. статтю «Калман Султанік»), що розташована у задній частині готелю «Цар Давид» і безпосередньо прилягає до власне району Ємін Моше, з 1984 року розміщує центр етнічної музики та поезії.

## Сучасні часи

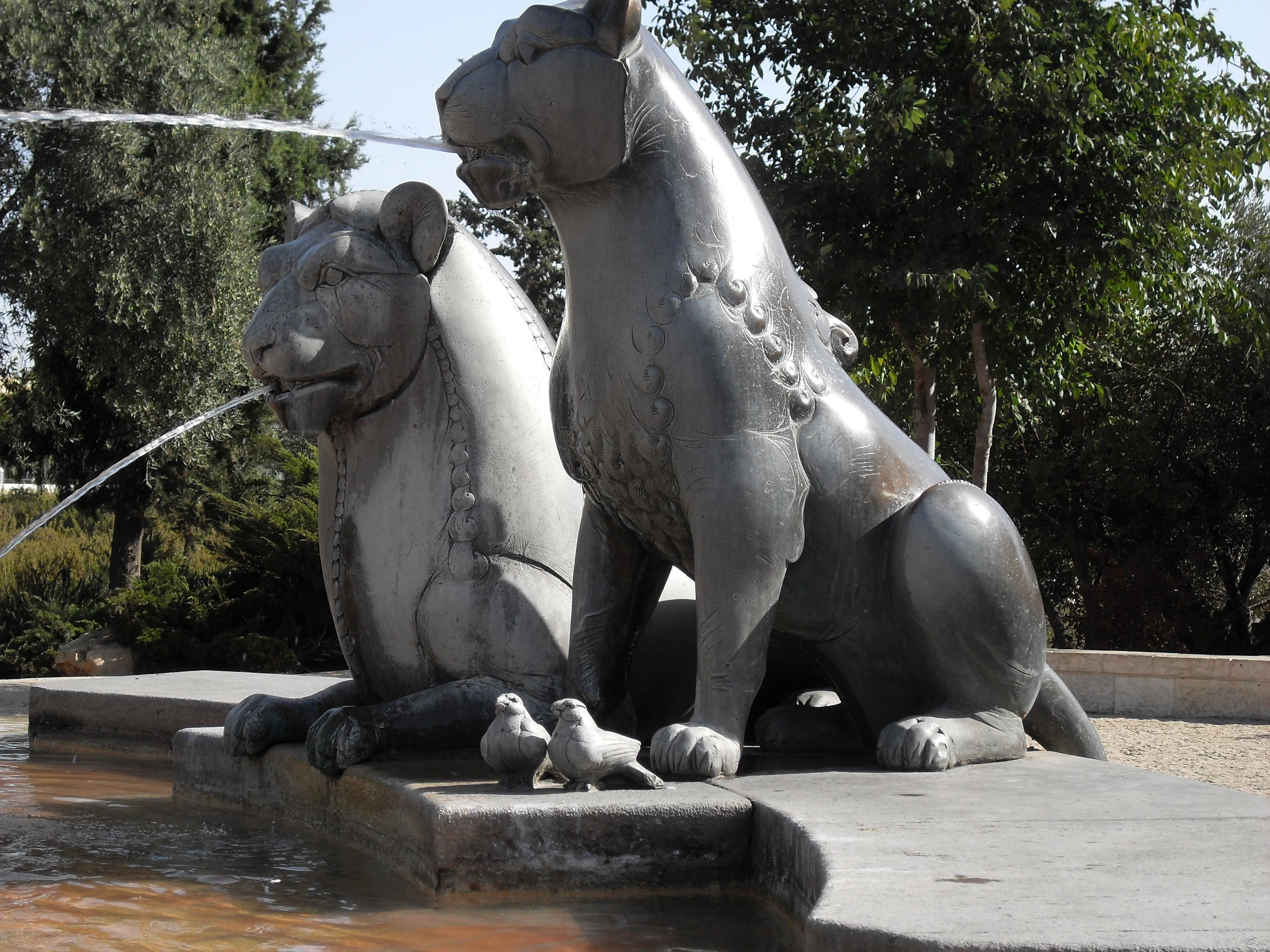
Сади Ємін Моше — фонтан левів, Єрусалим

Зараз Ємін Моше — це елітний район, оточений садами з панорамним видом на стіни Старого міста. Будинки Мішкенот Ша'ананім перетворені на культурний центр і гостьовий будинок для письменників, інтелігенції та музикантів.

## Відомі жителі
- Даніелла Кертес (1989 р.н.) — акторка

## Виноски
1. 1 2 3 4  Eliyahu Wager (1988). Illustrated guide to Jerusalem. Jerusalem: The Jerusalem Publishing House. с. 176—177.
2. ↑  Jerusalem - Beyond the Old City Walls. Jewishvirtuallibrary.org. 22 липня 1946. Архів оригіналу за 11 травня 2022. Процитовано 3 жовтня 2013.
3. 1 2 3 4  Yemin Moshe and Mishkenot Sha'ananim. Pinhas Baraq for The Jewish Agency for Israel's Department for Jewish Zionist Education. Архів оригіналу за 22 грудня 2009. Процитовано 3 жовтня 2013. [Архівовано 2009-12-22 у Wayback Machine.]
4. 1 2 3  Photograph of Ben-Hinnom Valley and Mishkenot Sha'ananim, End of Nineteenth Century. Jerusalem: National Library of Israel. Архів оригіналу за 23 серпня 2021. Процитовано 23 серпня 2021. From an album with photographs by Luigi Fiorillo (active in the region 1870—1898).
5. ↑  Архівована копія. Архів оригіналу за 29 січня 2018. Процитовано 5 квітня 2022.{{cite web}}:  Обслуговування CS1: Сторінки з текстом «archived copy» як значення параметру title (посилання)
6. ↑  Confederation House: About Us [Архівовано 13 грудня 2021 у Wayback Machine.]. Retrieved 28 March 2022.
7. ↑  Foreigners guide to property market: Yemin Moshe [Архівовано 23 серпня 2018 у Wayback Machine.], Lyle Plocher for The Jerusalem Post, 18 December 2011. Re-accessed 23 August 2021.